# Guérin-Kouka
Guérin-Kouka è un villaggio nella Prefettura di Bassar, nella regione di Kara, nel nord-est del Togo.